# Nikolaj Ivanovič Kralin
Nikolaj Ivanovič Kralin (Mosca, 17 dicembre 1944) è un compositore di scacchi russo (sovietico fino al 1991).
Dal 1961 ha pubblicato circa 200 studi, alcuni in collaborazione con altri compositori. Ha ottenuto circa 140 distinzioni in concorsi di composizione studi, tra cui 45 primi premi. Ha composto anche alcune decine di problemi, principalmente di aiutomatto.
È Maestro Internazionale della composizione dal 1988 e Grande Maestro dal 2005. Ha partecipato a 8 campionati sovietici di composizione. Ha vinto il 14º campionato del 1984 e si è classificato 1º-2º nel 1987.
Maestro onorario dello sport dell'URSS nel 1983.
Di professione è ingegnere elettrotecnico.